# Leucania subnitens
Leucania subnitens är en fjärilsart som beskrevs av Swinhoe 1890. Leucania subnitens ingår i släktet Leucania och familjen nattflyn. Inga underarter finns listade i Catalogue of Life.